# Фон Кай Янь
Фон Кай Янь (5 листопада 1996) — китайська стрибунка у воду.
Призерка Ігор Південно-Східної Азії 2013, 2015 років.